# Fernando Amat Ferré
Fernando Amat Ferré (Barcelona, 1941) és un botiguer i promotor de disseny català.
Als 14 anys va començar a treballar a l'empresa Hugo Vinçon de la qual el seu pare era soci. A la mort del seu pare passa a dirigir la botiga Vinçon, dedicada als objectes de disseny des de la qual ha exercit una important tasca de promoció del disseny tant nacional com internacional i una considerable influència en els hàbits de compra i en els gustos del públic. El 1973 obre la Sala Vinçon on es realitzen exposicions d'art i disseny.
Paral·lelament, entre el 1965 i el 1975 va exercir de decorador i al llarg de la seva trajectòria ha fet petites incursions com a dissenyador i així el 1968 realitza el seu primer disseny: una llar de foc. També va ser un dels dissenyadors dels lavabos de l'Instant City que es va construir a Eivissa el 1971, amb motiu del congrés de l'ICSID, en el qual va participar. Una altra peça representativa és la glaçonera Polar (1974). Ha estat durant molts anys col·laborador de l'empresa de sabateria Camper. Ha format part de nombrosos jurats relacionats amb guardons al disseny industrial, com ara els Premis Delta, el Premio Nacional de Diseño, els Premi Ciutat de Barcelona i els Design Plus.

## Premis i reconeixements
El 1985 se li atorga la medalla del FAD i el 1995 Vinçon guanya el Premio Nacional de Diseño.